# Dubai World Championship 2011

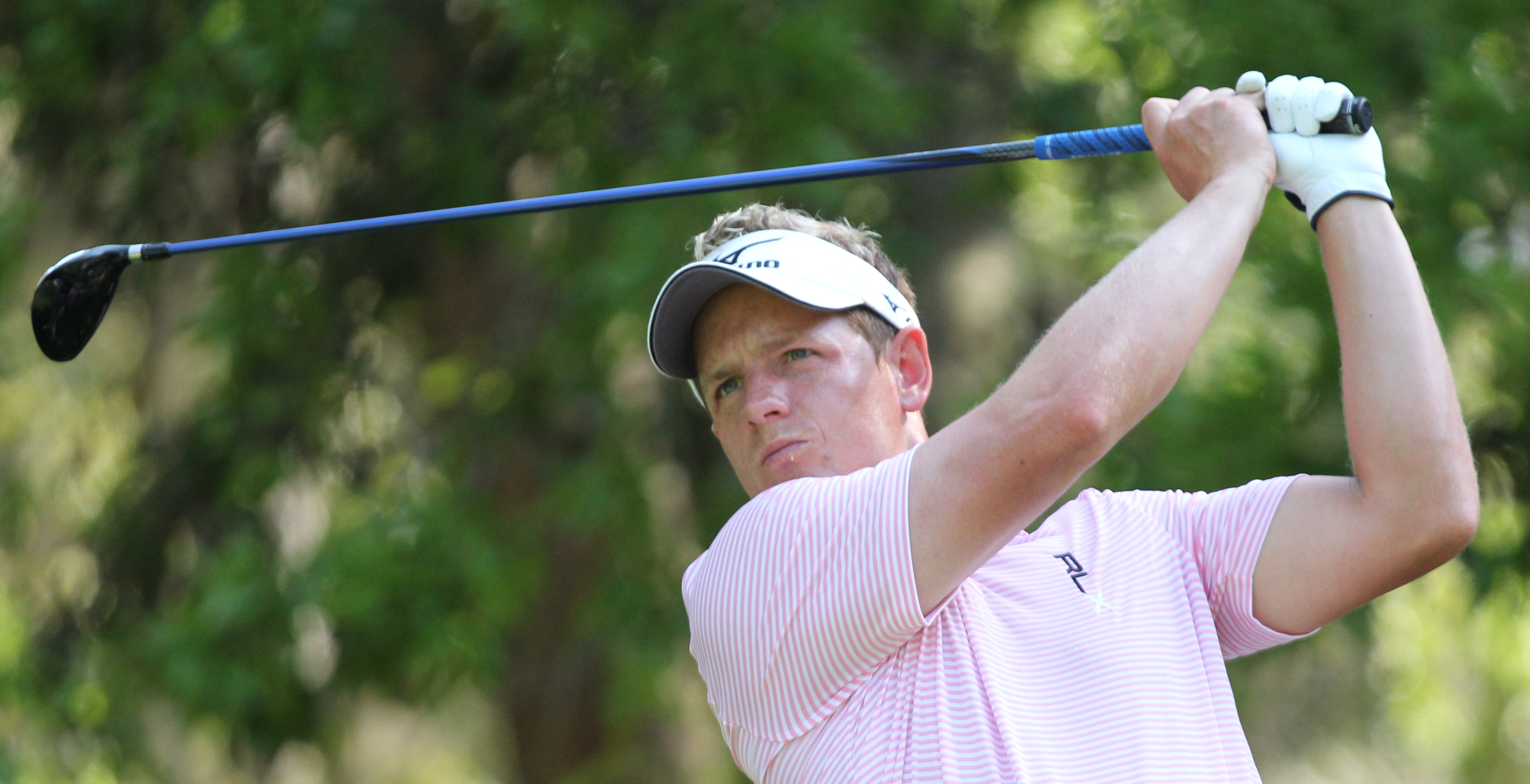
Luke Donald, winnaar OWGR en R2D

Het Dubai World Championship 2011 is het laatste toernooi van de Europese PGA Tour. In 2011 wordt het gespeeld van 8-11 december, zoals altijd op de Jumeirah Golf Estates. Het prijzengeld was € 5.487.710, waarvan de winnaar € 922,645 kreeg.  In 2011 had alleen het China Open iets meer prijzengeld. Titelverdediger was de Zweed Robert Karlsson.

## Verslag
Luke Donald is de nummer 1 op de wereldranglijst (OWGR) en de nummer 1 van de Race To Dubai (R2D) maar nadat Rory McIlroy vorige week won, kan hij Luke Donald op de Europese lijst nog inhalen. Dan moet Donald de cut missen en Rory McIlroy het toernooi winnen. Deze week zal Luke Donald, die naar Chicago verhuisd is sinds hij op de Amerikaanse PGA Tour speelt, hier met gemengde gevoelens rondlopen, want hij heeft net een tweede dochtertje gekregen maar daags daarvoor zijn vader verloren.
Ronde 1
De eerste ronde is met een mooie ronde van Paul Lawrie begonnen, die om acht uur startte. Hij werd 3½ uur later ingehaald door Peter Hanson.
Joost Luiten speelde met Ian Poulter, beiden bleven boven par. Nicolas Colsaerts speelde met Pablo Larrazábal, die op -1 eindigde.
 Rory McIlroy begon rommelig en stond na negen holes level par, maar maakte daarna nog zes birdies en gaf zichzelf een goede kans om het toernooi te winnen. Luke Donald daarentegen stond -3 na negen holes en eindigde level par, gelijk aan onder meer Nicolas Colsaerts.
Ronde 2
De leiding kwam in handen van Alvaro Quiros, die met zes birdies en een eagle een ronde van -8 maakte. McIlroy is op de derde plaats gebleven en Luke Donald is naar de 12de plaats geklommen. Hij lijkt nu zeker de Race To Dubai te winnen.
Ronde 3 en 4
Alvaro heeft nooit zijn eerste plaats meer losgelaten en won hier zijn zesde toernooi op de Europese Tour, en zijn derde toernooi op een 'woestijnbaan': de Qatar Masters op de Doha Golf Club, de Dubai Desert Classic op de Emirates GC en dit Dubai Wereldkampioenschap op Jumeirah GC. Het was de eerste keer dat hij twee toernooien in hetzelfde jaar won. Het werd ook het seizoen met zijn hoogste totale prijzengeld, ruim € 2.200.000.
Nicolas Colsaerts is met twee rondes van 69 aardig opgeklommen tot de 19de plaats.
- Leaderboard

| Naam              | Score R1 | Score R1 | Nr  | Score R2 | Score R2 | Totaal | Nr  | Score R3 | Score R3 | Totaal | Nr | Score R4 | Score R4 | Totaal | Nr  |
| ----------------- | -------- | -------- | --- | -------- | -------- | ------ | --- | -------- | -------- | ------ | -- | -------- | -------- | ------ | --- |
| Alvaro Quiros     | 68       | -4       | T5  | 64       | -8       | -12    | 1   | 70       | -2       | -14    | 1  | 67       | -5       | -19    | 1   |
| Paul Lawrie       | 65       | -7       | 2   | 73       | +1       | -6     | T5  | 66       | -6       | -12    | 2  | 67       | -5       | -17    | 2   |
| Luke Donald       | 72       | par      | T26 | 68       | -4       | -4     | T12 | 66       | -6       | -10    | 3  | 66       | -6       | -16    | 3   |
| Peter Hanson      | 64       | -8       | 1   | 72       | par      | -8     | 2   | 71       | -1       | -9     |    | 67       | -5       | -14    | 4   |
| Robert Rock       | 68       | -4       | T5  | 69       | -3       | -7     | T3  | 71       | -1       | -8     |    | 69       | -3       | -11    | T8  |
| Rory McIlroy      | 66       | -6       | 3   | 71       | -1       | -7     | T3  | 71       | -1       | -8     |    | 71       | -1       | -9     | T11 |
| Sergio García     | 67       | -5       | 4   | 73       | +1       | -4     | T12 | 68       | -4       | -8     |    | 71       | -1       | -9     | T11 |
| Paul Casey        | 72       | par      | T25 | 66       | -6       | -6     | T5  | 70       | -2       | -8     |    | 72       | par      | -8     | T16 |
| Nicolas Colsaerts | 72       | par      | T26 | 74       | +2       | +2     | T45 | 67       | -5       | -3     |    | 69       | -3       | -6     | T19 |
| Joost Luiten      | 76       | +4       | T53 | 71       | -1       | +3     | T47 | 76       | +4       | +7     |    | 76       | +4       | +11    | T51 |

| Leider |  | Toernooirecord |

Luke Donald werd de eerste speler die tegelijk nummer 1 werd op de OWGR en de R2D. Uit analyses bleek dat hij het beste speelt als hij een beetje achter staat. Het gemiddelde van zijn ronde 3 in 2011 is 67,5. Hij is erg consistent.

## Spelers
De top 60 spelers van de Race To Dubai mogen meedoen. Dit zijn in volgorde van de ranglijst:
| - Luke Donald - Rory McIlroy - Martin Kaymer - Charl Schwartzel - Lee Westwood (winnaar 2009) - Anders Hansen - Sergio García - Thomas Bjørn - Simon Dyson - Darren Clarke - Miguel Ángel Jiménez - Alexander Norén - Graeme McDowell - Louis Oosthuizen - Gonzalo Fernández-Castaño - Peter Hanson - Pablo Larrazábal - Nicolas Colsaerts - Alvaro Quiros - Thomas Aiken | - Ian Poulter - Joost Luiten - Michael Hoey - Francesco Molinari - Grégory Havret - Richie Ramsay - George Coetzee - Y.E. Yang - Matteo Manassero - Mark Foster - Rafael Cabrera Bello - Paul Casey - Raphaël Jacquelin - Jamie Donaldson - Retief Goosen - Fredrik Jacobson - David Lynn - Fredrik Andersson Hed - Johan Edfors - David Horsey | - Robert Rock - Robert Karlsson (winnaar 2010) - Thomas Levet - Edoardo Molinari - Shane Lowry - Grégory Bourdy - Lorenzo Gagli - Justin Rose - Thorbjørn Olesen - Ross Fisher - Jaco Van Zyl - Ernie Els - Rhys Davies - Felipe Aguilar - James Morrison - Paul Lawrie - Peter Lawrie - Hennie Otto - Scott Jamieson - Christian Nilsson |

De top-20 hebben in 2011 meer dan € 1.000.000 op de Europese Tour verdiend, de top-5 meer dan € 2.000.000. Daarnaast hebben sommigen ook toernooien gespeeld die niet voor de Europese Tour meetelden.
De spelers in de top-60 zijn verdeeld over 16 nationaliteiten: 
| - 12x Engeland - 8x Zuid-Afrika - 7x Zweden - 6x Spanje | - 4x Noord-Ierland - 4x Italië - 4x Frankrijk - 3x Denemarken | - 3x Schotland - 2x Ierland - 2x Wales - 1x België | - 1x Chili - 1x Duitsland - 1x Zuid-Korea - 1x Nederland |

2009 · 2010 · 2011 · 2012 · 2013 · 2014